# Piasutno Żelazne (osada leśna)
Piasutno Żelazne – osada leśna w Polsce położona w województwie podlaskim, w powiecie łomżyńskim, w gminie Zbójna.
W latach 1975–1998 miejscowość administracyjnie należała do województwa łomżyńskiego.